# Me Plus One
"Me Plus One" (у преводу, Ја и још један) је трећи сингл са другог албума групе Касејбијан, Empire. Објављен је 29. јануара 2007. године. Музички спот за ову песму могуће је видети на сајту бенда.

## Списак песама

### CD
1. – 2:28

### Макси CD
1. – 2:28
2. - Нецензурисана режисерова верзија спота

### 10" винил
1. – 2:28